# Roger Faulques
 (juillet 2017).
Roger Louis Faulques, alias René, né le 14 décembre 1924 à Coblence et décédé le 6 novembre 2011  à Nice, est un militaire puis mercenaire français, chef de bataillon issu de l'École spéciale militaire de Saint-Cyr, officier parachutiste de la Légion étrangère.

## Biographie
Roger Louis Faulques, fils d'officier français en service en Allemagne, est maquisard en 1944 et prend part aux derniers combats de la Seconde Guerre mondiale au sein de la 1re armée. Alors caporal, il est cité et reçoit la Croix de guerre à l'âge de 20 ans. Remarqué pour son ardeur au combat et son sens du commandement, il est désigné pour l'École spéciale militaire de Saint-Cyr qui facilite largement ses conditions de recrutement pour pallier le manque d'officiers dans l'armée française à la fin de la Seconde Guerre mondiale. En 1946, il est promu sous-lieutenant et est affecté, sur sa demande, à la Légion étrangère au 3e REI (3e régiment étranger d'infanterie).
Le 26 février 1948, commandant un groupe de légionnaires en Indochine française, il tombe dans une embuscade sur la route coloniale no 3. Ayant perdu la moitié de ses légionnaires, il mène un combat au corps à corps lorsqu'il voit ses deux pieds ouverts par une balle de mitrailleuse. Ses légionnaires le récupèrent alors in extremis et l'éloignent de l'avant de la ligne de feu. Rapatrié vers la métropole pour graves blessures de guerre, il se trouve alors à 23 ans, chevalier de la Légion d'honneur et titulaire de cinq citations.
Rétabli et promu au grade de lieutenant, il revient en Indochine au 1er BEP (bataillon étranger de parachutistes). À la tête du peloton des élèves gradés du bataillon, il participe aux combats sur la RC4 (Route Coloniale no 4), lors de l'opération d'évacuation de Cao Bang en septembre et octobre 1950. Grièvement blessé à quatre reprises lors de cette bataille, dans laquelle le 1er BEP perd 80 % de ses effectifs, il gît sur le terrain et est laissé pour mort durant trois jours. Ayant survécu, il est fait prisonnier par les troupes du Viêtminh qui, le jugeant condamné, décident de le rendre, avec d'autres blessés graves, aux autorités françaises. Un colonel de l'armée du Viêtminh le félicite alors pour son courage. Cité à l'ordre de l'armée, il est fait Officier de la Légion d'Honneur pour services exceptionnels de guerre et se voit de nouveau rapatrié vers la France. Ses blessures lui imposent de séjourner durant deux années à l'hôpital militaire du Val-de-Grâce pour se rétablir.
Terminant la guerre d'Indochine avec 6 blessures et 8 citations, Roger Faulques sert ensuite durant la guerre d'Algérie au sein du 1er REP, en particulier comme officier de renseignement de ce régiment, lors de la bataille d'Alger. Il se vante d'avoir notamment obtenu des informations permettant l'arrestation de membres du Parti communiste algérien, et ce après avoir fait subir un unique interrogatoire à Henri Alleg. Ce dernier sera plus tard l'auteur de La Question, ouvrage autobiographique traitant de sa détention et des tortures qu'il y subit. Faulques obtient des résultats de guerre exceptionnels, personnellement artisan du démantèlement de plusieurs réseaux du FLN.
Mis en disponibilité de 1960 à 1963 pour apporter un soutien à la rébellion katangaise dans l'ancien Congo belge, il ne participe pas au putsch d'avril 1961. Agissant officiellement en qualité de mercenaire, il est, en réalité en service commandé pour le pouvoir gaulliste,. Lié aux réseaux Foccart, il combat les mouvements jugés hostiles à l'influence française, assimilés à une menace communiste globale. La France, qui convoite les richesses minières de la région, cherche à encourager l'indépendance du Katanga pour concurrencer les intérêts anglo-saxons et belges. Roger Faulques commande, entre septembre et décembre 1961, les troupes katangaises, encadrées par des mercenaires, supervisant le siège de Jadotville mené par deux de ses subordonnés, les capitaines Henri-Maurice Lasimone et Michel de Clary, contre une compagnie de Casques bleus irlandais de la mission ONUC des Nations unies. Coordonnant de petits groupes mobiles chargés de harceler les colonnes onusiennes dans Elisabethville depuis son PC clandestin, Roger Faulques s'implique dans les combats, à l'occasion : une photo de Philippe Le Tellier prise le 19 septembre 1961 le montre émergeant d'une haie, grenade en main, prêt à la lancer contre un retranchement de Casques bleus indiens. Cet épisode est décrit par le reporter de Paris-Match Jacques Le Bailly dans son livre, "Une poignée de mercenaires".
Ayant quitté l'armée, il continue sa carrière de mercenaire au Yémen d’août 1963 à la fin 1964, pour le compte du MI6 (services secrets britanniques). Il reste à Paris, s'occupant de la logistique de l'opération. Il part ensuite fin 1967 au Biafra avec 53 mercenaires pour encadrer l'armée d'Ojukwu. Il quitte le pays après l'échec d'une attaque non autorisée sur Calabar.
Faulques a servi de modèle à certains personnages des romans de Jean Lartéguy, Les Centurions, Les Prétoriens et Les Chimères noires.
Il se marie avec Marcelle Eugenie Juliette Rigail, née à Castelnaudary le 14 mai 1926, auxiliaire du personnel féminin de l’armée de terre et décédée à Nice le 11 octobre 2013.

## Ruban
|  |  |  |  |
|  |  |  |  |
|  |  |  |  |
|  |  |  |  |

## Décorations
- Grand Officier de la Légion d'honneur (Décret du 16 avril 2004; était Commandeur depuis le 19 juillet 1960[13])
- Croix de guerre 1939-1945 avec 1 citation (une étoile de bronze)
- Croix de guerre des TOE avec 8 citations (5 palmes de bronze-2 étoiles d'argent-une étoile de bronze) (Indochine)
- Croix de la Valeur militaire avec 3 citations (2 étoiles de vermeil et une étoile d'argent) (Algérie)
- Croix du combattant
- Médaille Coloniale avec agrafe « EXTREME-ORIENT » (Indochine)
- Médaille commémorative 1939-1945
- Médaille commémorative de la guerre d'Indochine
- Médaille commémorative des opérations de Suez
- Médaille commémorative des opérations de sécurité et de maintien de l'ordre en AFN (Algérie)
- Médaille des blessés de guerre avec 6 blessures (6 étoiles rouges)

## Décorations étrangères
- Officier de l'ordre du Million d'Éléphants (Laos)
- Officier du Mérite Civil Taï
- Mérite Militaire Taï
- Croix de la Vaillance avec 1 citation (une étoile de bronze) (Indochine)

## Dans la culture populaire

### Représentations dans la fiction
- Le personnage de Roger Faulques est joué par Guillaume Canet dans le film Jadotville (2016) de Richie Smyth.

## Sources
- Les Mercenaires 1960-1980 Historia numéro spécial 406 bis (1980).
- Pierre Lunel, Bob Denard, le roi de fortune, Édition no 1, 1991. En ce qui concerne le Yémen, la part belle est donnée aux Français tandis que le rôle essentiel des Britanniques, qui sont les organisateurs et les maîtres d’œuvre sur le terrain de cette intervention, est occulté. Ainsi le colonel du SAS « Johnny » Cooper apparaît-il comme un simple « radio anglais » et le colonel David Smiley n’est-il cité qu’une seule fois (page 244). Cahier de photographies.
- Colonel David Smiley, (en) Arabian Assignment, éditions Cooper, 1975 (réimpr. 1984), écrit en collaboration avec Peter Kemp. Écrit par un officier qui participa, sur le terrain, aux interventions britanniques, pour le compte du MI6, à Oman (1958-1961) et au Yémen (1963-67). Avec cahier de photographies.
- Colonel David Smiley Au cœur  de l’action clandestine. Des Commandos au MI6, L’Esprit du Livre Éditions, 2008  (ISBN 978-2-915960-27-3), avec un cahier de photographies. Traduction de (en) Irregular Regular, Michael Russell, Norwich, 1994  (ISBN 0859552020).
- (en) Stephen Dorril (en) MI6: Inside the Covert World of Her Majesty's Secret Intelligence Service - The Free Press - New York - 2000  (ISBN 0-7432-0379-8). Toutes le opérations du MI6 sont détaillées. Le chapitre 19 est consacré à l'Albanie (projet Valuable), le chapitre 30 traite d'Oman et Mascate et le chapitre 31 du Yémen. Index en ligne
- (en) Nécrologie dans le Daily Telegraph du colonel Jim Johnson (1924-2008, OBE), officier du SAS qui recruta les mercenaires français pour l'opération du Yémen